# Lasioglossum cire
Lasioglossum cire är en biart som först beskrevs av Cameron 1897.  Lasioglossum cire ingår i släktet smalbin, och familjen vägbin. Inga underarter finns listade i Catalogue of Life.